# 140 (število)
140 (stó štírideset) je naravno število, za katero velja 140 = 139 + 1 = 141 - 1.

## V matematiki
- sestavljeno število.
- četrto Orevo število.
- sedmo kvadratno piramidno število {\displaystyle 140=7(7+1)(2\cdot 7+1)/6\,\!}, oziroma vsota kvadratov prvih sedem števil:

{\displaystyle 140=1^{2}+2^{2}+3^{2}+4^{2}+5^{2}+6^{2}+7^{2}\,\!}.
- v normalnem prostoru je vsak notranji kot v enakostraničnem devetkotniku enak 140°.
- Harshadovo število
- Zumkellerjevo število.

## Drugo

### Leta
- 140 pr. n. št.
- 140, 1140, 2140